# Bhanur
Bhanur es una ciudad censal situada en el distrito de Sangareddy en el estado de Telangana (India). Su población es de 9203 habitantes (2011). 

## Demografía
Según el censo de 2011 la población de Bhanur era de 9203 habitantes, de los cuales 4696 eran hombres y 4507 eran mujeres. Bhanur tiene una tasa media de alfabetización del 81,12%, superior a la media estatal del 67,02%: la alfabetización masculina es del 87,38%, y la alfabetización femenina del 74,65%.